# صوفيا أميرة السويد

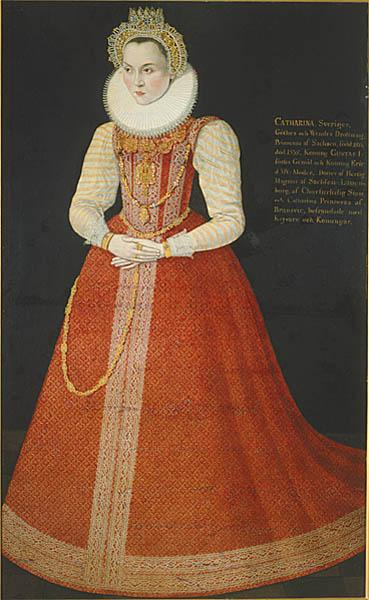
صوفيا أميرة السويد.

صوفيا أميرة السويد (29 أكتوبر 1547 - 17 مارس 1611) هي ابنه ملك السويد غوستاف الأول.